# Ivan Fichev
Ivan Fichev (en bulgare : Иван Фичев) né le 15 avril 1860 à Tarnovo, alors dans l'Empire ottoman et décédé le 13 novembre 1931 était un général bulgare qui était le général en chef de l'armée bulgare à partir de 1910 et le ministre de la guerre à partir de 1914.

## Premières années
Ivan Fichev étudia à Tarnovo puis à Gabrovo et enfin au collège d'Istanbul.  Il s'engagea dans le corps des volontaires bulgares pendant la Guerre russo-turque de 1877-1878 et servi comme traducteur au gouverneur russe de sa province natale. En 1880 il fut reçu à l'École militaire de Sofia et en sortant comme lieutenant en 1882 dans le 20e bataillon d'infanterie de Varna.

## le conflit Guerre serbo-bulgare
Il y  prit aussi part comme commandant du 2e compagnie d'infanterie au  5e régiment d'infanterie du  Danube en 1885, il participa à la défense de Vidin entre le 12 et le 16 novembre.
En 1898, alors capitaine il a été envoyé en Italie et entra à l'Académie militaire de Turin dont-il fut diplômé   pour  prendre la tête, en 1907 le commandement de la seconde division d'infanterie de Thrace qui était basé à  Plovdiv. En 1910 il devint chef d'état-major général de l'armée bulgare.

## Guerre des Balkans
Général, il était le responsable du plan de défense lors de la Première Guerre balkanique et participa aux batailles de Kirk Kilisse et de Luge Burgas; mais après Chataldja alors que l'avance était bloquée, il tomba en disgrâce mais fut l'un des négociateurs de l'armistice du 3 décembre 1912. Il regretta les combats suivants entre les alliés et proposa sa démission en mai 1913 alors que se déclarait la Seconde Guerre balkanique, il fut maintenu à son poste et signa le  traité de Paix de Bucarest.
Après ces guerres, il  fut nommé ministre de la guerre le 1er janvier 1914, le 1er août 1915 il fut versé dans la réserve. Il fut ministre plénipotentiaire en Roumanie après la Première Guerre mondiale.
Il décéda le 13 novembre 1931 à Sofia.